# Castell'Ottieri
Castell'Ottieri est une frazione située sur la commune de Sorano, province de Grosseto, en Toscane, Italie. Au moment du recensement de 2011 sa population était de 163 habitants.

## Géographie
Castell'Ottieri est un village médiéval situé sur les collines du tuf à 10 km au nord de Sorano, le long de la vallée du ruisseau Stridolone.

## Monuments
- Église San Bartolomeo (XVIe siècle)
- Église Santa Maria (XVIIe siècle)
- Château des Ottieris (Rocca degli Ottieri), siège du comté des Ottieris et ancienne forteresse aldobrandesque.